# Heriberto Quero
Heriberto Quero (* 6. März 1977 in Venezuela) ist ein deutscher Volleyballspieler venezolanischer Herkunft.

## Karriere
Quero verließ 1992 sein Heimatland und ging zum argentinischen Verein River Plate Buenos Aires. In Europa spielte er zunächst für italienische und spanische Vereine. Mit Las Palmas de Gran Canaria traf er bei einem Europapokal-Turnier im Dezember 2001 in Montpellier auf seinen späteren Verein, den deutschen Bundesligisten evivo Düren. Der Venezolaner, der insgesamt 64 Einsätze für die Nationalmannschaft absolvierte, kehrte jedoch zunächst nach Buenos Aires zurück. Im Sommer 2003 gelang Düren schließlich die Verpflichtung des Hauptangreifers. Quero war ein wesentlicher Grund dafür, dass die Dürener in der Saison 2004/05 erstmals das Playoff-Finale um die deutsche Meisterschaft erreichten. In der Vorrunde der Champions League 2005/06 avancierte er zum erfolgreichsten Punktesammler und erzielte allein beim abschließenden Heimsieg der Dürener gegen Sisley Treviso 41 Punkte. Wegen seiner großen Sprungkraft erhielt der Venezolaner von den Fans den Spitznamen „Hubschrauberto“. Die deutsche Vizemeisterschaft konnte Düren mit Quero 2006 und 2007 zweimal erfolgreich verteidigen. Außerdem erreichte evivo 2008 das Finale im DVV-Pokal. 2009 wechselte der Angreifer, der mittlerweile die deutsche Staatsbürgerschaft angenommen hatte, zum Bundesliga-Aufsteiger TV Bühl. Die Mannschaft aus dem Schwarzwald erreichte in der ersten Saison die Playoffs. Nachdem es 2011 nur zum elften Rang gereicht hatte, verließ Quero Bühl. Er kam zurück nach Düren, wo er jedoch nicht mehr mit evivo in der Bundesliga spielte, sondern mit der dritten Mannschaft des Dürener TV in der Oberliga.
Seit 2012 spielte Quero für die Oshino Volleys Eltmann in der 3. Liga Ost. 2014 gelang ihm mit Eltmann der Aufstieg in die zweite Bundesliga Süd.